# Gudmehallerne
Gudmehallerne er en samling af sportshaller i Gudme på Fyn i Danmark. Hallen bliver hovedsageligt brugt til håndbold. Hallen er hjemmebane for håndboldklubben GOG. Basketballholdet Svendborg Rabbits spillede også i hallerne i foråret 2011.
Konstruktionen af hallen begyndte 1. september 1972. Den blev taget i brug første gang lidt over et år senere, d. 2. oktober 1972. Bygningen var planlagt i mange år. D. 29 juni 1966 blev der afholdt repræsentantskabsmøde med de relevante idrætsforeninger.
Oprindeligt havde hallen én bane. På grund af GOG's sportslige succes, blev der hurtigt behov for en udvidelse. I 1992 anmodede de om en udvidelse med en ny træningsbane, og det projekt udviklede sig til at opføre en offentlig hal med plads til tilskuere. Den nye bane, der nu er kendt som Hal1, blev taget i brug d. 3. oktober 1993 i en kamp i EHF Cup'en. Byggeriet stod dog først færdig d. 7. januar 1994.
I 2022 blev planerne til en ny hal i Svendborg, der skulle være hjemmebane for GOG og basketholdet Svendborg Rabbits, annonceret. Det var ikke populært hos de lokale, og skabte debat om, hvor det succesrige håndboldhold egentlig hører hjemme.
Ved siden af hallerne findes et areal hvor stolpehullerne efter "Gudmekongens Hal", der i jernalderen var centrum i Gudmebygden stod.